# (3891) Werner
(3891) Werner es un asteroide perteneciente al cinturón de asteroides, descubierto el 3 de marzo de 1981 por Schelte John Bus desde el Observatorio de Siding Spring, Nueva Gales del Sur, Australia.

## Designación y nombre
Designado provisionalmente como 1981 EY31. Fue nombrado Werner en homenaje de “Robert A. Werner”, estudiante de ciencia aeroespacial en la Universidad de Texas en Austin.